# 田之上幸男
田之上 幸男（たのうえ さちお、1947年11月17日 - ）は、鹿児島県出身の元騎手。

## 経歴

### 1970年代
父・田之上勲調教師の「ぜひ実業を」という思いから大阪学院に進学していたが、父が高血圧で倒れたことから後継者に名乗りを上げ、1964年から1967年には坂口正二厩舎に見習として修行に出かける。
騎手試験には53kgに近い体重を46.5kgに落とした2度目に合格し、1970年3月に父の厩舎からデビュー。
押田年郎・吉永良人・久保一秋・西橋豊治・湯窪幸雄と同期になり、同8日の京都第12競走5歳以上200万下・ヒガシオー（17頭中15着）で初騎乗 を果たす。
5月16日の阪神第2競走4歳未勝利・ユーゲントで初勝利、同日の第7競走4歳250万下・オープンツバメでも勝利し初の1日2勝を挙げた。
1年目の1970年は初の2桁となる10勝、2年目の1971年には自己最多の19勝をマークし、1977年まで8年連続2桁勝利を記録。
2年目の1971年には夏の小倉戦で活躍し、7月17日には3連勝で初の1日3勝、8月29日には2度目の1日3勝、9月5日には初の2日連続勝利を3度目の1日3勝を挙げるなど、19勝中15勝をマーク。7月17日の小倉第4競走3歳新馬ではデビュー前から追い切りで好時計を連発していたシンモエダケに騎乗し、男馬を相手にいきなり1番人気に支持されたが、好位から抜け出すや独走し、後続を3馬身もちぎり捨てて58秒9のレコード勝ちであった。
九州産馬テツミノリでは3連勝で重賞昇格前の小倉3歳ステークスを6頭中4番人気で制し、9月の阪神オープンではシンモエダケの3着、デイリー杯3歳ステークスではシンモエダケを抑えて2着に入った。
1971年から1973年にはアチーブスターに18戦騎乗し、1971年は3戦目の新馬戦でタニノチカラの4着、1972年はヒヤシンス賞（200万下）でロングエースの4着、桜花賞トライアルの阪神4歳牝馬特別では12頭中11番人気ながら後方待機から追い込んで4着を確保し、桜花賞への優先出走権を獲得。引退レースとなった1973年の京都記念（秋）でも騎乗し、14頭中14番人気ながら4着に入った。
3年目の1972年にはシンモエダケで2月の阪神オープンを勝利し、アヤヒリュウでは3月の阪神オープンでトクザクラの3着、5月の京都オープンではキョウエイグリーンの2着に入った。
1974年には宮崎産馬ニルキングではデイリー杯3歳ステークスでロングホーク・エリモジョージを抑えて制し自身唯一の重賞勝利を挙げ、1975年にはシンザン記念でエリモジョージの3着、きさらぎ賞でハナ、ハナ、アタマの大接戦の3着に入った。
1975年には後に「九州産馬の天皇賞」と形容される霧島賞をトリコロールで初めて制し、1976年・1977年にはソウキジンで制し連覇に導くと同時に自身は3連覇。
1976年にはツキノタイシで毎日杯2着に入り、1977年12月4日の中京第4競走3歳300万下ではシンモエダケの初仔ファーストシンモエで勝利。
1978年には1月28日の中京第7競走4歳オープンでファーストシンモエをインターグシケンの3着に導いたが、初の1桁勝利となる8勝に終わる。
1979年には中京で行われた神戸新聞杯で9頭中8番人気の牝馬フェロースピードに騎乗し、オークス馬アグネスレディーにテルテンリュウ・ニチドウタローを抑えて2着と健闘。同じく中京で行われた京都新聞杯ではタマパレードでニチドウタローにダービー馬カツラノハイセイコを抑えて4着、京都牝馬特別ではフェロースピードでアグネスレディー・ミスカブラヤに桜花賞馬ホースメンテスコを抑えてインターグロリアの4着に入り、2年ぶりの2桁となる11勝をマーク。

### 1980年代
1981年には15勝、1982年にはアチーブスターの初仔アルハーオーでの2勝を含む11勝と2年連続2桁勝利をマークし、1982年12月5日の中京第5競走3歳新馬ではエジードオーでスズカコバンの3着、1983年12月3日の阪神第9競走かえで賞ではユーショウアローでゴールドウェイの3着に入った。
1984年から1987年には4年連続2桁勝利を記録し、1985年にはギャロップダイナが「カラ馬が1着」と話題をまいた札幌日経賞でアチーブスターの第3仔ワンダービクトリーに騎乗しリキサンパワー・キングハイセイコーの間に入る4着であった。
1987年の10勝が最後の2桁となり、1989年にはスリーフレームで朝日チャレンジカップではプレジデントシチー・シヨノロマンを抑えての2着、福島記念ではオースミシャダイ・プレジデントシチーを抑えての3着、ナルシスノワールではCBC賞で10番人気ながら3着に入った。

### 1990年代
1990年にはフリーとなり、ナルシスノワールでは阪急杯でラッキーゲラン・パッシングショットを抑えての3着、セントウルステークスでは逃げて3着ダイユウサクとハナ差4着に入った。
1990年10月28日の京都第10競走壬生特別・ユーショウプロミスが最後の勝利となり、12月23日の京都第10競走円山特別・ニッポーデュレン（13頭中12着）を最後に現役を引退。

## 騎手成績
| 通算成績 | 1着 | 2着 | 3着 | 4着以下 | 出走回数 | 勝率 | 連対率 |
| -------- | --- | --- | --- | ------- | -------- | ---- | ------ |
| 平地     | 240 | 228 | 223 | 1591    | 2282     | .105 | .205   |

主な騎乗馬
- ニルキング（1974年デイリー杯3歳ステークス）